# Regias del Drag España
Regias del Drag España es un programa web de competencia y telerrealidad español, centrado en una competición de drag queens.
El programa es un spin-off derivado del programa mexicano Regias del Drag. Al igual que el programa original, este es presentado por la drag queen mexicana Mama Bree.
El casting de la segunda temporada comenzó el 7 de febrero de 2023.

## Argumento
Una serie de drag queens residentes en España compiten por la victoria y la corona de la temporada mientras demuestran su talento en los escenarios ante iconos de la comunidad drag.

## Concursantes

### Primera temporada
| Concursante      | Ciudad natal                   | Resultado |
| ---------------- | ------------------------------ | --------- |
| Coca Boom        | Torremolinos, Málaga           | Ganadora  |
| Astra            | Benidorm, Comunidad Valenciana | Finalista |
| Morfina          | Madrid, Comunidad de Madrid    | Finalista |
| Florenz La Bella | Madrid, Comunidad de Madrid    | 4ª        |
| Cachalote Jenner | Badajoz, Extremadura           | 5ª        |
| Lola Menta       | Pontevedra, Galicia            | 6ª/7ª     |
| Pink Chadora     | Málaga, Andalucía              | 6ª/7ª     |
| Joan Chavelier   | Málaga, Andalucía              | 8ª        |

### Segunda temporada
| Concursante        | Ciudad natal                              | Resultado |
| ------------------ | ----------------------------------------- | --------- |
| Margarita Kalifata | Córdoba, Andalucía                        | Ganadora  |
| Ely Ferrari        | Venezuela / Madrid, Comunidad de Madrid   | Finalista |
| Jeneva Gina        | Cáceres, Extremadura                      | Finalista |
| Hunky Mattel       | Madrid, Comunidad de Madrid               | 4ª        |
| Loba Mordiscos     | Madrid, Comunidad de Madrid               | 5ª/6ª     |
| Mami Loma          | Huelva, Andalucía                         | 5ª/6ª     |
| Alice Wonderland   | Málaga, Andalucía                         | 7ª        |
| Itayetzi           | Honduras / Valencia, Comunidad Valenciana | 8ª        |